# Peak Hill (Western Australia)
Peak Hill ist ein Goldfeld, ein Gebiet, eine Goldmine und eine Geisterstadt in der Murchison-Region von Western Australia, Australien.
Der Ort liegt 885 Kilometer nordöstlich von Perth und 120 Kilometer nördlich von Meekatharra. Die Goldmine erstreckt sich über ein Gebiet von 2162 ha, in dem sich vier Bergbaue mit den Namen Main, Jubilee, Fiveways und Harmony befinden, die im Tagebau betrieben werden.
In benachbarten Gebieten gibt es bedeutende Lagerstätten von Erzen, die allerdings kein Gold führen. Benachbarte Lagerstätten beinhalten des Horseshoe Field.
Frühe Goldfunde gab es in diesem Gebiet bereits in den 1890er Jahren durch William John Wilson im Jahr 1892. Die Siedlung wurde 1897 zur Stadt ernannt, und es gab weitere Goldfunde in den frühen Jahren. Vor 1913 produzierte das Bergwerk 270.000 Unzen Gold. und als Peak Hill wurde auch in einer regionalen Zeitung als eine außerhalb liegende Goldgräbersiedlung in den 1920er und 1930er Jahren bezeichnet.
Walker war der Eigentümer des Peak Hill General Store bis 1954, als er zur Farm seiner Tochter (geborene Campbell) McCourt Farm, Peppermint Grove Beach, South of Capel, kam. Walker war der letzte Bewohner von Peak Hill, der dort auf Dauer lebte.
In den 1970er Jahren entwickelte sich der Ort zu einer Geisterstadt mit wenigen Residenten, allerdings entstanden in den 1980er Jahren wieder bergbauliche Aktivitäten, und es wurden ungefähr 650.000 Unzen Gold gefördert. Der Bergwerksbetrieb war in den 2000er Jahren rückläufig. Montezuma Mining Company Ltd übernahm das Bergwerk von Barrick Gold und Rio Tinto im August 2007 mit einer Zahlung von $1 Million und $ 600.000 Umwelt-Anleihen. Montezuma erhielt im Januar 2008 eine schriftliche Zusicherung von Cunningham Securities über die Finanzierung einer weiteren Lagerstättenerkundung, von einem Börsenmakler. Montezuma benötigte $3 Millionen, um vorrangig in vier Gebieten in Hoffnung zu bohren, dass sich dort Gold befindet, in einem Gebiet, in dem bislang 900.000 Unzen gefunden wurden.